# Eliminação (beisebol)
No beisebol, a eliminação se refere ao ato de retirar um ou mais jogadores adversários da jogada e, consequentemente, marcar um out para a sua própria equipe. Na partida, o ato de eliminar o oponente é extremamente importante para a equipe que está arremessando e pode envolver vários esquemas táticos para que se obtenha tal resultado. Uma eliminação também pode ocorrer em razão de um erro do corredor, como acontece no tag up.

## Tipos de eliminação

### Strikeout
O strikeout é a forma de eliminação mais comum do beisebol. Ocorre quando o rebatedor consegue receber três strikes, isto é, não atingir a bola no espaço destinado às rebatidas, recebe o foul ou gira o taco propositalmente mesmo que a bola não passe pelo espaço que o arremessador deve acertar. Caso isso aconteça, o rebatedor correspondente deverá abandonar o seu posto e, caso a pontuação da partida permita, dar espaço ao próximo rebatedor, sendo também marcado um out para a equipe que está arremessando.

### Flyout
O flyout também é uma maneira comum de se eliminar um oponente no esporte. Consiste basicamente em, após uma rebatida bem sucedida do rebatedor, que algum jogador de ataque pegue a bola no ar antes que ela caia no chão. Caso o jogador de ataque tenha sucesso em pegar a bola no ar, o rebatedor será automaticamente eliminado do jogo, e será marcado mais um out para a equipe de ataque.

### Groundout
O groundout é um modo de eliminação que se baseia no arremesso da bola a uma base que esteja ocupada por um jogador de ataque antes que o oponente chegue a ela. Tal eliminação ocorre quando um jogador de ataque arremessa a bola a uma base próxima para que seu companheiro de equipe pegue-a antes da chegada do oponente, eliminando-o. O jogador que receber o arremesso deverá estar com algum dos pés encostado à base para a qual o oponente está correndo. Cabe ressaltar que o groundout pode ocorrer em conjunto com outros tipos de eliminação, como o próprio flyout.

### Tag out
Menos comum, acontece quando um jogador de ataque, com a bola de beisebol em mãos, encosta-a no corpo do jogador adversário antes que ele "roube" uma nova base. O tag out ocorre em raras oportunidades em razão da dificuldade de o jogador de ataque estar com a bola em mãos e próximo à base para onde o corredor avança, acontecendo com mais frequência quando o corredor está em direção ao home plate, visto que o catcher não pode fazer um groundout no home plate por este não ser considerado exatamente uma base, obrigando-o a executar o tag out.

## Técnicas e táticas de eliminação de jogadores

### Forceout
Uma das técnicas mais eficazes de eliminação é o forceout, que consiste na eliminação através de uma regra presente no esporte. Por definição, no beisebol, caso o corredor, após uma rebatida, avance para uma base que já está ocupada por outro membro de equipe, este será obrigado a avançar para a base seguinte e, caso exista mais algum corredor nela, o processo continuará. O forceout ocorre quando um jogador é obrigado a avançar uma base e, em função de seu movimento, o qual é obrigado a fazer no cenário descrito, acaba sendo eliminado. Em suma, a equipe de ataque se aproveita de uma regra do jogo para se beneficiar e eliminar adversários.

### Eliminação de corredor a partir de um lançamento direto à base que está protegendo
Esta técnica sempre ocorre quando o arremessador fará seu movimento de arremesso em direção ao rebatedor, porém, em vez de lançá-la em direção ao catcher, lança-a em direção à base que algum corredor está protegendo, tentando surpreendê-lo e eliminá-lo. Por regra, o corredor que está na base pode adiantar-se um pouco e ficar fora da base para que, após uma eventual rebatida, ele tenha mais tempo até alcançar a próxima base, todavia essa estratégia pode gerar uma eliminação, visto que o pitcher pode enganar o corredor e arremessar a bola para o seu companheiro de time que está sobre a base, eliminando-o. Para que não seja eliminado, o jogador de defesa precisa rapidamente encostar na base antes que a bola chegue à mão do oponente. Tal técnica é usada no início de uma jogada e utiliza-se da desatenção e do tempo de reação do adversário para retirá-lo do jogo.[carece de fontes?]

## Nomenclatura de quantidade de eliminações
No beisebol, há diferentes nomenclaturas usadas para apontar o número de adversários eliminados em uma jogada, que podem variar de apenas um até três.
- Caso apenas um jogador seja eliminado na jogada. Não há uma nomenclatura específica neste caso;
- Caso dois jogadores sejam eliminados na mesma jogada, haverá um double play ou queimada dupla;
- Caso três jogadores sejam eliminados na mesma jogada, haverá um triple play. Esta é uma das jogadas mais difíceis e emocionantes do esporte tanto pela dificuldade e rapidez dos movimentos quanto pela consequente eliminação de três oponentes, o que encerra o turno da equipe de ataque.